# Logne (Moselle)
Pour les articles homonymes, voir Logne.
Logne est une ancienne commune de Moselle, qui comprend un château et une ferme.
Ce lieu qui n'est plus aujourd'hui qu'une ferme était autrefois une paroisse considérable dont dépendait Ay, Bousse et Blettange.
Le hameau de Logne fait actuellement partie de la commune de Rurange-lès-Thionville depuis 1812.

## Toponymie
Anciennes mentions : Loigne (1404), Logne ou Lensen (1572), Lôgne (1736).
Lensen est la dénomination germanique du village de Logne. Car la culture des lentilles, nommées Lensen en dialecte luxembourgeois, parait avoir été la culture de prédilection de la population de Logne.

## Histoire
- La seconde voie romaine de Metz à Trèves passait par Logne.
- Le 21 juillet 1578, Gaspard II de Heu assiège le château avec 25 hommes, ils viennent enlever de nuit M. de Piral, seigneur et propriétaire de Logne dans son château. Les portes du château brulent, de Piral près d'être suffoqué par la fumée d'une tour où il s'était retranché se rend à discrétion. On l'emmena au camp du duc Casimir, fils de l'électeur palatin (les ligueurs avaient promis à ce prince les Trois-Évêchés). Il y est pendu par les pieds et ensuite garrotté pendant 17 jours pour lui faire abjurer la religion catholique, renoncer au serment qu'il a prêté au roi et révéler ce qu'il pouvait savoir des desseins de l'armée royale. Il ne recouvra sa liberté qu'en payant 1300 écus de rançon. D'après les sollicitations du gouverneur de Thionville, la cité de Metz lui fit rendre la liberté. Ce seigneur d'accord avec celui de Fontoy détroussait les passants sur la route de Metz à Thionville.
- 1605 : Recensement de la seigneurie de Logne: 2 feux (familles).
- 1645 : Nicolas Utringer, échevin de Thionville, est seigneur de Logne.
- 1668 : Siège d'un fief et d'une haute justice, mouvant du duché de Luxembourg. Au mois de mars, Regnault Ottringer prend possession de la seigneurie de Logne.
- 1684 : Le 28 août. Visite par l'archidiacre.
- Le cimetière qui ne fait qu'un demi tour à l'environ de l'église est entièrement ruiné ainsi que l'ossuaire et la tour sans cloche, la maison curiale renversée de fond en comble. Il n'y a que 4 ou 5 habitants à Logne. Le sieur Ottrigner seigneur du lieu est perpétuellement ivre et s'est approprié plusieurs tombes de l'église.
- Le 25 octobre 1686 : La maison curiale entièrement ruinée dès l'an 1636, les habitants ne peuvent la rétablir, rien que 3 pauvres manouvriers à Logne et le seigneur du lieu qui fait laboureur.
- 1698 : Point de maître d'école, le presbytère réparé un peu, aux frais du curé. Il y a 6 familles à Logne.
- Le 19 mai 1707 : Aucun banc, ni maître d'école, ni matrone, l'église en ruine.
- Le 4 septembre 1710 : Le curé ne réside point bien qu'il ait promis de tout mettre en état, il n'a rien fait. Il faut lui donner un temps, puis interdire l'église.
- Le 11 octobre 1718 : Tout est en bon état.
- Le 16 septembre 1939 : Commandée par Léon Pales, l'ambulance chirurgicale légère 222 (ACL 222), seule ambulance chirurgicale du Corps d'armée colonial, lequel est intégré à la 3e armée, est engagée sur le front face à la Sarre se déploie au château de Logne à moins de 30 kilomètres de la frontière de la Sarre.

## Démographie
| 1793 | 1800 | 1806 |
| ---- | ---- | ---- |
| 20   | 31   | 28   |

## Lieux et monuments
- Château de Logne. Le château primitif est mentionné au XVIe siècle. Il est reconstruit au XVIIe siècle et est alors la possession de François Regnault Ottringer. De cette époque, seule subsiste la tour clocher de la chapelle. Au XVIIIe siècle il est la propriété de la famille de Guerschin, dont on trouve les armoiries dans la chapelle et dans un mur de la tour clocher. Au début du XIXe siècle il passe aux mains de Nicolas Damas Marchand, baron d'Empire qui le remanie complètement en 1842. Au milieu du XIXe siècle les parties agricoles au sud du château sont transformées. La chapelle est reconstruite en style néo-gothique en 1867. L'aile ouest des parties agricoles au nord du château date de 1877 (date portée sur le linteau de la porte piétonne). Le château et les ailes nord et sud des parties agricoles nord sont à nouveau remaniés durant le début du 1er quart du XXe siècle. L'ambulance chirurgicale légère 222 (ACL 222) de la 3e Armée française, commandée par Léon Pales, est déployée au château en septembre 1939. Fortement endommagé par les bombardements de novembre 1944, le château est restauré en 1949. Armoiries de la famille de Guerschin.